# Christian Wilbrandt
Christian Wilbrandt, född okänt år, död 1677, var en finländsk kyrkomålare. 
Wilbrandt målningar och textade bibelcitat i österbottniska kyrkor är undervisande, i enlighet med det efterreformatoriska kyrkomåleriet. Hans verk påträffas bland annat i Pyhämaa kyrka (1667) och Karlö gamla kyrka (1659), där han illustrerar bland annat Jesu liv och död samt pingstundret.